# چیپوکا (سیچلاید)
چیپوکا با نام علمی چیپوکا ملانوکرومیس (Melanochromis chipokae) گونه‌ای از سیچلاید‌های بومی دریاچه مالاوی است که تنها در شهر چیپوکا از بخش سالیما شناخته شده‌است. این گونه با زندگی در زیستگاه‌هایی با تکه‌هایی از ماسه در میان صخره‌ها مشخص می‌شود شناخته می‌شود. طول این گونه ماهیخوار می‌تواند به ۱۲ سانتیمتر (۴٫۷ اینچ) نیز برسد. چیپوکا در تجارت آکواریوم گونه شناخته شده‌ای است، که متأسفانه تهدید اصلی این گونه بشمار می‌رود و این امر منجر به باعث کاهش ۹۰ درصدی جمعیت گونه شده‌است. این امر باعث شده‌است که IUCN سیچلاید چیپوکا را به عنوان در معرض خطر انقراض ارزیابی کند.